# Sapsan

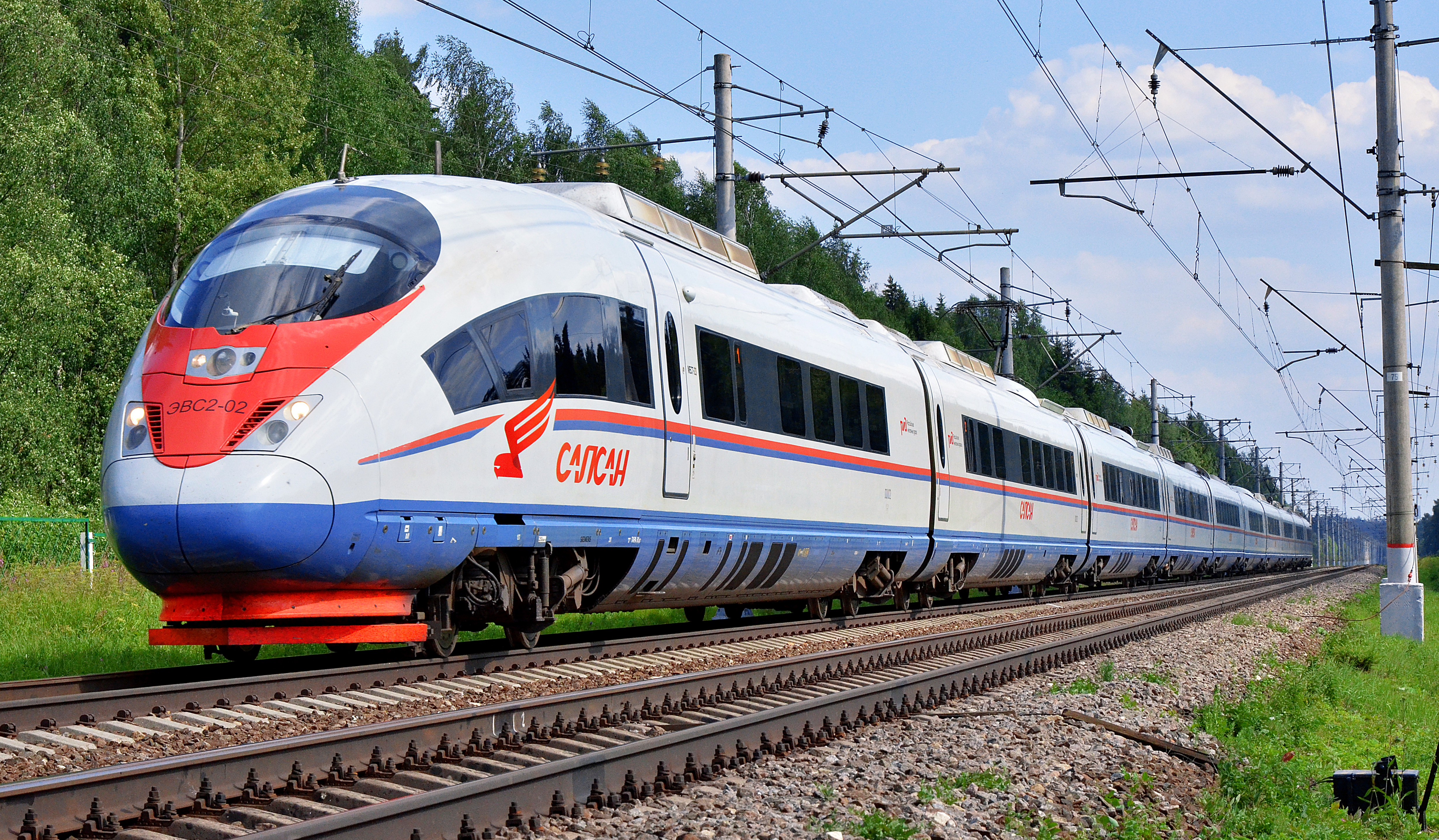
Sapsan EVS2-02

Sapsan är ett ryskt snabbtåg som sedan 2009 trafikerar sträckan Sankt Petersburg – Moskva, och sedan 2010 även Moskva – Nizjnij Novgorod. Tågen är tillverkade av Siemens AG och ägs och körs av Rysslands järnvägar. Hastigheten uppgår till teoretiskt max 350 km/h.  Uppgradering av spåren till högre fart är planerad. Sapsan är förberedda för max 250 km/t. "Сапсан" (Sapsán) är ryska för pilgrimsfalk, vilket är världens snabbaste fågel.
Resan mellan Moskva och St. Petersburg som är 630km tar mellan 4 timmar och 10 minuter (de flesta avgångar; tåg 774,755, 778,753,757,767,775, och 777) och 3 timmar och 35 minuter (tåg 752), så medelhastigheten är mellan ca 172 och 151 km/h. Sapsans hemsidan anger 210 km som medelhastighet enär banan icke är fullständigt rak. 
Bromssträcka: 3900m